# Chad Gray
Chad Gray pseudonim Kud lub Chüd (ur. 16 października 1971 roku w Peorii w stanie Illinois w USA) – amerykański wokalista metalowy. Gray znany jest z występów w amerykańskiej grupie muzycznej Mudvayne, której był współzałożycielem, oraz pobocznego projektu Hellyeah w którym występuje razem z Gregiem Tribbettem również z grupy Mudvayne. Ponadto jest założycielem wytwórni muzycznej Bullygoat Records.

## Dyskografia
- V Shape Mind – Cul-de-sac (2003, Universal Records, gościnnie)[4]
- Bloodsimple – A Cruel World (2005, Reprise Records, gościnnie)[5]
- Nonpoint – Miracle (2010, Science Ventures, gościnnie)[6]